# Sven Hultcrantz
Sven Göran Hultcrantz, född 10 oktober 1927 i Kalmar, död 31 maj 2012 i Uppsala, var en svensk skolledare.
Efter studentexamen 1947 blev Hultcrantz filosofie magister i Uppsala 1955, extra adjunkt vid Arboga samrealskola 1955, vid Ljungby samrealskola 1955, e.o. adjunkt där 1956, adjunkt vid Ljungby samrealskola och kommunala gymnasium 1958, rektor för obligatoriska skolväsendet i Söderala landskommun 1962, rektor för Staffanskolan i Söderhamn 1967 (t.f. 1966) och skoldirektör i Söderhamns kommun 1977. Han är gravsatt i minneslunden på Berthåga kyrkogård.